# Armand Simon
Armand Simon né le 3 mars 1906 à Pâturages et mort le 15 juin 1981 à Frameries est un dessinateur surréaliste du Hainaut.

## Biographie
Il étudie les sciences à l'athénée de Mons où il rencontre le poète Achille Chavée et l'écrivain montois Fernand Demoustier (alias Fernand Dumont). Avec eux, il entreprend des études à l'ULB, qu'il abandonne assez vite. En 1930, Chavée et Dumont l’initient au surréalisme. Armand Simon réalise ses premiers dessins d'inspiration surréaliste en 1933. Leur mélange de cruauté et d'érotisme évoque Pierre Molinier et Max Walter Svanberg. Selon Le Delarge, il reflète dans ses dessins, plus fantastiques que surréalistes, les fantasmes qui lui viennent de son imagination nourrie de ses lectures. 
En 1940, Armand Simon collabore à L'Invention collective, revue fondée à Bruxelles par René Magritte et Raoul Ubac.
En 1945, il est profondément marqué par la mort de son ami Fernand Dumont dans un camp de concentration nazi. Il passe ses journées en ermite dans son antre.
Armand Simon divorce en 1948. Il arrête alors toute autre activité pour se consacrer uniquement et totalement à son art.
Apolitique, marginal, le solitaire Armand Simon a vécu hors du monde à Pâturages, son village du cœur du Borinage, très éloigné des capitales culturelles. Malgré les sollicitations, il participe peu à ses expositions, préférant rester chez lui. Cependant, il passe beaucoup de temps à correspondre avec d’autres artistes, notamment le poète Franz Moreau.
Le dessinateur satirique Serge Poliart, qui fait la connaissance d'Armand Simon en 1972, se souvient qu'il vivait dans une simplicité extraordinaire, entouré de plus de 20 000 livres, dans un désordre général. Longtemps, l'« ermite du Borinage » avait vécu de la pension de sa mère, mais à sa mort il a survécu avec très peu, 150 francs belges par mois.
En 1973, grâce à son ami le peintre Henry Lejeune, Armand Simon rencontre le chanteur Julos Beaucarne, à l’époque au sommet de sa popularité, qui met son œuvre en lumière. Ses dessins se vendent et il n’a plus aucun souci matériel.
Le « Solitaire de Pâturages » meurt à la clinique de Frameries le 15 juin 1981.

## Ses dessins pourLes Chants de Maldoror
De 1939 à 1944, Armand Simon illustre de quarante dessins Les Chants de Maldoror du comte de Lautréamont, œuvre que le dessinateur avait découverte chez un bouquiniste en 1923.

## Ses groupes surréalistes
- Armand Simon intègre le groupe Rupture en 1936.
- En 1939, il fonde le « Groupe surréaliste en Hainaut » avec ses amis Achille Chavée, Fernand Dumont, Marcel Lefrancq et Louis Van de Spiegele.
- En 1947, il fonde avec Marcel Lefrancq le groupe Haute Nuit à Mons.

## Livre
- Le Maître du Hasard de Michel Stavaux, illustré par Armand Simon, éditions André De Rache, Bruxelles, 1975.

## Quelques expositions
- En 1945, Armand Simon participe à l'Exposition Internationale du Surréalisme à la galerie La Boétie à Bruxelles.
- En 1946, Marcel Brion organise la première exposition personnelle d'Armand Simon à Passy, à l'hôtel du docteur Mouezy-Eon.
- En 1955, Armand Simon participe à l'exposition Apport Wallon au Surréalisme au Musée des Beaux-Arts de Liège.
- En 1971, Armand Simon participe à l'exposition Hainaut Terre de Surréalisme au Château Fort d'Écaussinnes-Lalaing, organisée par son ami le peintre Henry Lejeune, et le groupe Les Racines du Manoir[8].
- En 1973, une exposition individuelle a lieu au Château Fort d'Écaussinnes-Lalaing[8].
- En 1973, une exposition individuelle a lieu à la Maison de la Belgique à Cologne[3].
- En 1981, une rétrospective a lieu aux Ateliers du Grand-Hornu[3].
- En 1987, une rétrospective a lieu au Botanique à Bruxelles.

## Citations
« Si Armand Simon fut le solitaire, c'est qu'il demeura très distant d'un surréalisme dogmatique, évita d'épouser les querelles idéologiques des groupes Rupture et Haute Nuit et considéra avec prudence les courants artistiques et les modes de l'après-guerre. Ce ponctuel du dessin, qui œuvrait à heures fixes comme si, une fois pour toutes, dès l'aurore, l'imaginaire lui avait fixe rendez-vous, péchait aussi peut-être par un excès de timidité que certains assimilèrent à de la paresse ou de la peur. »

— par Xavier Canonne (docteur en histoire de l'art de la Sorbonne et directeur du Musée de la Photographie à Charleroi)

« Je ne crois pas que j’eusse dessiné sans Les Chants de Maldoror. J’ai vécu des années songeant qu’il serait peut-être possible de trouver ailleurs que dans l’écriture, une utilisation de cet étrange et bouleversant poème. Les solutions qui m’étaient permises n’étaient pas nombreuses, je ne pouvais que dessiner, m’efforcer de trouver aux Chants de Maldoror un équivalent graphique. »

— par Armand Simon

## Films sur Armand Simon
- Introduction au Surréalisme en Belgique (1970) de Lucien Deroisy et Jean Dypréau
- Armand Simon le solitaire de Pâturages (1973), téléfilm de Pierre Cavassilas (réalisateur de télévision, né en 1944 et mort en 2014, spécialisé dans les captations théâtrales, musicales et d'opéras), produit par l’ORTF Lille
- Début 2006, Jacques Duez a rassemblé une série de témoignages sur Armand Simon et son œuvre[12].